# Grijskopnigrita
De grijskopnigrita (Nigrita canicapillus) is een zangvogel uit de familie Estrildidae (prachtvinken).

## Verspreiding en leefgebied
Deze soort telt 6 ondersoorten:
- N. c. emiliae: van Guinee en Sierra Leone tot Togo.
- N. c. canicapillus: van zuidelijk Benin en zuidelijk Nigeria tot centraal Congo-Kinshasa en Gabon.
- N. c. schistaceus: van zuidelijk Soedan en oostelijk Congo-Kinshasa tot westelijk Kenia en noordelijk Tanzania.
- N. c. angolensis: noordwestelijk Angola en zuidelijk Congo-Kinshasa.
- N. c. diabolicus: van centraal Kenia tot noordelijk Tanzania.
- N. c. candidus: westelijk Tanzania.